# Ernst Brieger
Ernst Max Brieger auch Ernest Max Brieger (geboren 1891 in Breslau; gestorben am 31. Januar 1969) war ein deutsch-britischer Mediziner.

## Leben und Tätigkeit
Ernst Brieger war eines von vier Kindern des Humanmediziners Oskar Brieger und dessen Ehefrau Hedwig, geb. Lion, und wuchs in einer assimilierten und wohlhabenden jüdischen Familie auf. Alle Kinder erhielten eine sorgfältige Erziehung, unterstützt von Privaterziehern. Sein Bruder Peter Brieger wurde Kunsthistoriker, die Schwester Käthe Stern Pädagogin, deren Sohn Fritz Stern Historiker.
Briegers Forschungsschwerpunkt war die Tuberkulose. Bis 1933 war er das einzige Mitglied aus Deutschland im International Tuberculosis Committee.
Von 1921 bis 1934 war Brieger Chefarzt des Städtischen Tuberkulosekrankenhauses in Breslau-Herrnprotsch. Zugleich war er Privatdozent an der Breslauer Universität.
Nach der Machtergreifung der Nationalsozialisten im Frühjahr 1933 wurde Brieger aufgrund seiner jüdischen Abstammung politisch marginalisiert. Aufgrund seiner Teilnahme am Ersten Weltkrieg war er jedoch zunächst vor der Entlassung aus dem Staatsdienst, wie sie das Gesetz zur Wiederherstellung des Berufsbeamtentums für Juden vorsah, gemäß dem für Kriegsveteranen vorgesehenen „Frontkämpferprivileg“ geschützt.
1934 emigrierte Brieger nach Großbritannien, wo er Forscher am Papworth Hall Tuberculosis Hospital in Cambridge wurde. Hier beaufsichtigte er insbesondere die Tuberkulose-Siedlung Papworth (Papworth community). Ab 1939 war er als Enemy Alien interniert.
Von den nationalsozialistischen Polizeiorganen wurde Brieger Ende der 1930er Jahre als wichtige Zielperson eingestuft: Im Frühjahr 1940 setzte das Reichssicherheitshauptamt in Berlin ihn auf die Sonderfahndungsliste G.B., ein Verzeichnis von Personen, die im Falle einer erfolgreichen deutschen Invasion Großbritanniens durch die Sonderkommandos der SS-Einsatzgruppen mit besonderer Priorität ausfindig gemacht und verhaftet werden sollten.
1946 erschien sein Hauptwerk, das die Ergebnisse einer Langzeitstudie über die gesundheitliche Entwicklung der Bewohner der Siedlung vorstellte.

## Familie
Brieger war verheiratet mit Käthe Friedenthal.

## Schriften
- Das Eisen im Blute, in: Zeitschrift für physikalische Chemie, 78 (1912), S. 582–628.
- Physikalische Vorbemerkungen zur Fieberlehre, 1917.
- Die Umstellung der Anstaltsfürsorge in Tuberkuloseheilstätten und -krankenhäusern, Nachfürsorge und Werkstättensiedlungen, 1928.
- Kasuistische Beiträge zur Lokalisation kindlicher Infiltrate, 1934.
- After-care and Rehabilitation: Principles and Practice 1937.
- The Papworth Families: A 25 Years Survey, 1946.